# Клэпп, Остин
Остин Роны Клапп (8 ноября 1910 года — 22 декабря 1971 года) — американский спортсмен по плаванию и водному поло. Представлял Соединённые Штаты Америки на летних Олимпийских играх 1928 и 1932 годов.

## Биография
Клэпп вырос на маленьком острове Науру, где был у родителей одним из трёх сыновей. Его родители служили медиками в Британской компании по добыче на острове фосфатов.
Клэпп Остин учился в Стэнфордском университете, где был членом команды по плаванию и водному поло Национальной ассоциации студенческого спорта (NCAA). После окончания Стенфордского университета получил степень бакалавра, позднее окончил юридический факультет Калифорнийского университета.

## Спортивные достижения
Во время учёбы Клэпп выиграл два национальных чемпионата NCAA: в 1931 году — на дистанции 220 ярдов вольным стилем (время — 2:18.0), а в 1932 году — в беге на 1500 метров вольным стилем (время — 20:02.2).
На Олимпийских играх в Амстердаме в 1928 году Клэпп завоевал золотую медаль в составе команды сборной США, одержав победу в мужской эстафете 4×200 метров вольным стилем, вместе с Вальтером Лауфером, Джорджем Koясом и Джонни Вайсмюллером. В эстафете американцы установили новый мировой рекорд со временем 9:36.2. В индивидуальном зачёте он был пятым. .
На Олимпийских играх в Лос-Анджелесе, Калифорния, был членом команды США, занявшей третье место по водному поло.